# Paràbola del llevat

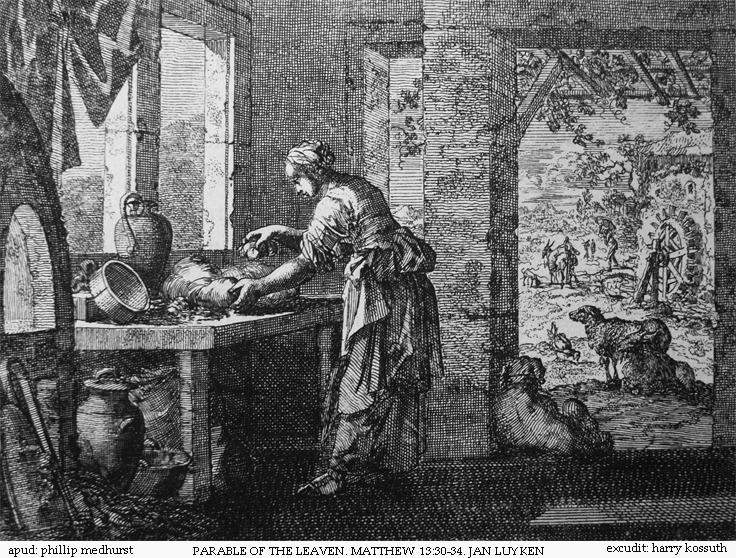
Gravat per Jan Luyken sobre aquesta paràbola, de la Bíblia Bowyer.

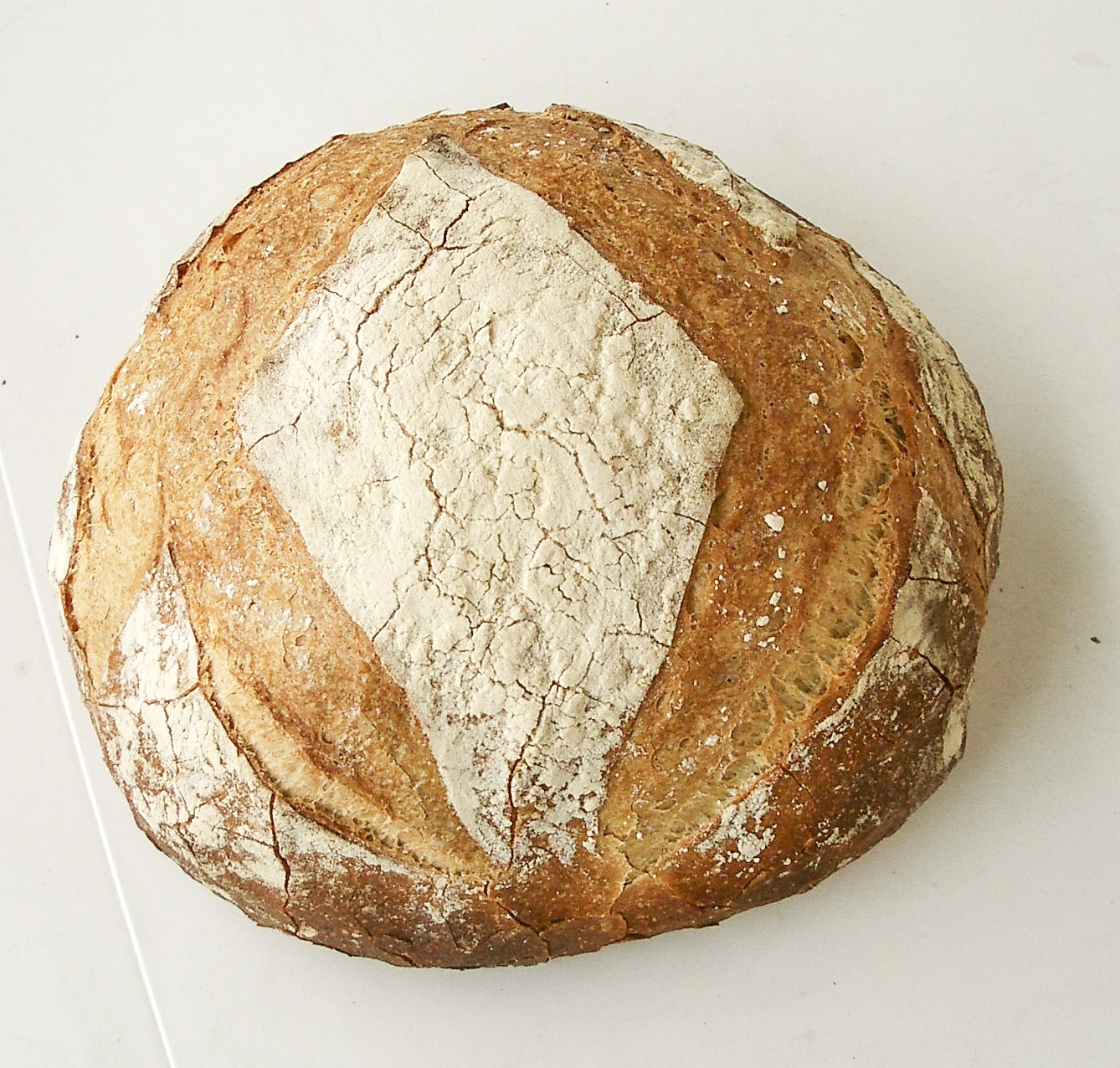
Pa fabricat amb llevat

El llevat és una paràbola de Jesús escrita en dos Evangelis. És una metàfora que és possible interpretar de dues maneres oposades:
Hi ha qui diu que el llevat representa l'obra divina i que el pa és el món. Segons aquesta visió, l'església és el llevat que actua al món. […] L'altra interpretació presenta una explicació completament contrària: és més aviat la influència del món que es propagaria dins de l'església. […] En la història de l'església, aquestes dues interpretacions van tenir la seva part de popularitat. La majoria de comentaristes bíblics de la nostra època prefereixen la primera opció, és a dir, que l'església exerceix una influència comparable a la del llevat de la massa: penetra i transforma el món.

## Text
Evangeli segons Mateu, capítol 13, versicle 33. El text és aquest:
| 33 Els digué una altra paràbola: --Amb el Regne del cel passa com amb el llevat que una dona va posar dins tres mesures de farina, fins que tota la pasta va fermentar. |